# Gavin Brennan
Gavin Brennan (Drogheda, 23 gennaio 1988) è un calciatore irlandese, centrocampista del Warrenpoint Town.

## Biografia
Anche i suoi fratelli Killian, Seán e Ryan sono calciatori.

## Carriera

### Club
Il 1º luglio 2018 viene acquistato a titolo definitivo dalla squadra irlandese del Warrenpoint Town.